# Oreodera albata
Oreodera albata là một loài bọ cánh cứng trong họ Cerambycidae.